# Timonius caudatifolius
Timonius caudatifolius är en måreväxtart som beskrevs av Adolph Daniel Edward Elmer. Timonius caudatifolius ingår i släktet Timonius och familjen måreväxter. Inga underarter finns listade i Catalogue of Life.